# Geneviève Lefebvre
Geneviève Lefebvre est une scénariste, réalisatrice et auteure française, née le 28 octobre 1948 à Lens.

## Biographie
Geneviève Lefebvre a écrit, produit et réalisé un premier  long métrage sorti en 1987 dans le circuit Gaumont : Le Jupon rouge.  Ce film a été sélectionné dans une vingtaine de festivals à travers le monde, dont la section Perspectives du cinéma français au Festival de Cannes 1987.
Elle a travaillé comme directrice de production et surtout comme scénariste pour la télévision.
Après avoir obtenu un diplôme universitaire en [2004], elle devient médiatrice, chargée de cours en faculté (Institut catholique de Paris- IFOMENE et Paris Dauphine). 
Geneviève Lefebvre est aussi l'auteure, avec Marthe Marandola, de plusieurs essais publiés par les Éditions Jean-Claude Lattès.

## Filmographie
- 1987 : Le Jupon rouge - comme scénariste, réalisatrice et productrice
- 1994 : La Fille du roi (téléfilm ; France 3) - comme scénariste

## Distinctions
- Festival de Cannes 1987 : en compétition pour la Caméra d'or
- César 1988 : nomination  pour le César du meilleur premier film[5]
- Prix de la fondation Gan pour le cinéma 1989 pour Des fenêtres pour les oiseaux[6]
- Obtention d'une bourse d'études offerte par l'Association des producteurs américains 1988 - 2 ans à Los Angeles (Californie)

## Publications
- L'Intimité ou comment être vrai avec soi et l'autre, avec Marthe Marandola, éditions Jean-Claude Lattès, 2004 ; Poche Marabout, 2011 ; A Egalité (Prix Osiris du développement personnel 2013)
- Le Déclic libérateur. Enquête et récits sur la prise de conscience, avec Marthe Marandola, éditions Jean-Claude Lattès, 2007 ; Poche Marabout
- Cohabiter pour vivre mieux, avec Marthe Marandola, éditions Jean-Claude Lattès, 2009
- L'Intelligence collective en comédiation, avec Marthe Marandola, Éd. A Egalité, 2013
- Le Courage d'une imposture- Henriette Faber médecin par vocation, homme par contrainte (roman), éditions de Borée, 16 juin 2022- 256 pages